# 1914 في كولومبيا
فيما يلي قوائم الأحداث التي وقعت خلال عام 1914 في كولومبيا.

## سياسة

### تعيين في المنصب
- 7 أغسطس – ماركو فيديل سواريس وزير خارجية كولومبيا ‏.

## مواليد

### نوفمبر
- 15 نوفمبر – أليساندرو فريجيريو لاعب كرة قدم سويسري.

## وفيات

### يناير
- 21 يناير – فرنسيسكو خافيير فيرغارا إي فيلاسكو (مواليد 1860)

### أكتوبر
- 15 أكتوبر – رافاييل يوريبا يوريبا (مواليد 1859) سياسي كولومبي.